# BALDR FORCE
『BALDR FORCE』（バルドフォース）は、戯画が発売した18禁アクションアドベンチャーゲーム。後にアルケミストによって『BALDR FORCE EXE』（バルドフォースエグゼ）がドリームキャスト、PlayStation 2に移植されている。2021年9月30日にFANZAで『BALDR FORCE EXE』がダウンロード配信された。

## ストーリー
そこはコンピューターが作り出した架空ネット世界。主人公相馬透はハッカー集団「ステッペンウルフ」として、戦闘用ツール、通称「シュミクラム」を扱うハッカーとして暮らしてきた。だが「ステッペンウルフ」は解散することになり、最後のハッキングとして軍に侵入するが、そこへテロ組織が奇襲を仕掛けてきた。軍とテロ組織の戦闘に巻き込まれ、親友である野々村優哉を死なせてしまった主人公は仇をとると復讐を誓う……。

## ゲームシステム
主人公、相馬 透のシュミクラムを操り、敵を殲滅させるのが主な目的。
このゲームの特徴は、何種類もの兵器（武器）をシュミクラムに武装させることにより、様々な攻撃が可能。搭載させる兵器によって、オリジナルコンボを組める。
兵器には通常技（打撃・補助）と必殺技があり、使用する際にゲージを消費する。メータが限界まで達するとゲージが減少するまでの間、一時的に使用不可能になる。兵器によって、ゲージの減少率に違いがあり、どのように兵器を組み合わせるかがこのゲームの勝敗を分ける。
なお、戦闘を重ねる度に、所持している兵器のレベルが上昇したり、新たな武器が使用できる。
シュミクラムに対する個別の名称は存在せず、「透シュミクラム」や「透機」といった呼び方になる。
シナリオの特徴としては、クリアできるキャラクターの順番があらかじめ決まっており、複数回プレイして各キャラクターのエンドを見るたびに世界の謎が明らかになっていくという構造になっている。また、複数回プレイの要素がシナリオに反映されるという仕掛けにもなっている。

## 登場キャラクター
※キャストは左からPC・DC / PS2 / OVAの順

### 草原の狼（ステッペンウルフ）
ネット世界で名を馳せるハッキングチーム。
相馬 透（そうま とおる）
声：なし / 石田彰 / 鈴村健一
主人公。ハッキングチーム「ステッペンウルフ」の元メンバー。ハッキング、シュミクラムの操作共に凄腕と称されるほどで、特にシュミクラムを扱う能力に長けている。ハッカーの間での知名度も高く、軍入隊後に出会うハッカー上がりの同僚も透の名を知っていた。クールで何事にも冷めた態度で示すが、内には熱い感情も備え持つ。劇中で操作するシュミクラムは仲間と共に組み上げたもので、民間仕様とは思えないほどのカスタマイズが施されている。とあるルートで判明した彼の本当の名前は、水坂信一である。また、彼の脳内チップは実験用の特殊チップであり、それ故の能力が彼には備わっている。クーウォン達と逃亡生活を送っていたこともあるが、そのあたりの記憶はほとんど残っていない。
笹桐 月菜（ささぎり つきな）
声：芹園みや / 川澄綾子 / 佐藤利奈
「ステッペンウルフ」の元メンバー。明るく元気な娘。透達とは幼馴染の関係にあたる。世話好きな性格で、だらしない透の私生活にいつも世話を焼いている。ステッペンウルフではサポートを担当。過激になってきたチームの活動に不安を感じていた。彼女がサポートを担当していた一因として、初めてシュミクラムに乗った時に転んで仮想骨折を負ったり、電子体でよく迷子になっていたらしい。優哉の死後、橘玲佳の紹介を経てネット内民間警備会社VSSの社員となる。
野々村 優哉（ののむら ゆうや）
声：山口一樹 / 三木眞一郎 / 高橋広樹
「ステッペンウルフ」のリーダーにして主人公の親友でもあった。ハッカー稼業から足を洗い、透と共に起業するつもりでいたが、軍とテロ組織の抗争に巻き込まれ死亡する。透が仮想空間の映画館の罠に掛かっていたのを助けて以来、彼の相棒としてハッカーのいろはを教えた。彼が身につけていたネックレスは、身につけておけばネット世界に持ち込めるというもので、彼の死後、形見として透が受け継ぐことになる。
二階堂 あきら（にかいどう あきら）
声：神無月季 / 保志総一朗 / 伊藤健太郎
元「ステッペンウルフ」のメンバー。腕のいいクラッカー。お調子者でややノリが軽い。優哉の死後、懲役刑が下され刑務所へ入所したが、刑務所を襲撃したテロ組織「フェタオ」に拾われテロリストとなる。とあるルートで「ツケノタブルミガホア」（後ろから読むと“アホガミルブタノケツ”→“アホが見る豚のケツ”）という嘘の奇病を用いてリャンとともに透をFLAKから奪取するエピソードからも彼の性格が窺える。刑務所に入れられた際、脳内に受刑者用の特殊チップが埋め込まれた。

### 国連軍治安維持局 (FLAK)
ネット世界の軍隊で、ハッカー達の恐怖の的。「FLAK」という通称には諸説あるらしい。
瀬川 みのり（せがわ みのり）
声：武下真奈美 / 福井裕佳梨 / 中原麻衣
情報管理係第一小隊でサポートを務める。しっかり者で生真面目。軍には似つかわしくないおっとりとした人物で、教師を目指していた過去を持つ。両親、兄弟共に健在だが、大学中退後、軍に籍を置いてからは疎遠となっている。サポートとしては優秀で、劇中でもその情報能力の高さが窺えるが、一度気が動転すると中々落ち着かない。洋介曰く「頼まれても欲しくないサポートに成り下がる」。EDは2種類存在するが、双方とも真実から一番遠いものとなっている。
紫藤 彩音（しどう あやね）
声：坂本翔子 / 根谷美智子 / 生天目仁美
情報管理係第一小隊のパイロット。スコアはトップクラスで軍のエースパイロット。自己中心的な行動が多く、作戦中も勝手に単独行動を行うなど問題が多い。テロ組織に対して過剰ともいえる敵意を抱いている。軍に在籍する前はIVS（民間脳チップ会社）で勤務していた。電脳世界でゲンハによって拉致され、救出に向かった弟（当時、FLAK在籍）を目の前で惨殺されるという悲惨な過去を背負っている。ゲンハを倒すために、表現し難い苦痛を味わうといわれる可変型にシュミクラムを無断改造している。
カイラ・キルステン
声：渡辺さとみ / 水野愛日 / 伊藤静
情報管理係第一小隊のパイロット。何事にも楽観的に物事を考えているが、仲間想いの性格でありメンバーを大切にする気持ちは人一倍強い。男好きな性格で豊満な体を持ち、度々透を誘惑してくる。下着姿のだらしない格好で基地内をうろつくため、みのりに咎められている。リバイアサン事件後は、中隊長（PC、OVA共に）と昇格している。
柏木 洋介（かしわぎ ようすけ）
声：秋田邦彦 / 平川大輔 / 小野大輔
情報管理係第一小隊のパイロット。昔ハッカー集団「ナッツクラッカー」の一員としてハッカーをしていた。出会って間もない透を「相棒」と呼び、気さくな性格が窺える。自他共に認める女好きで、食堂の女の子に口を利いてこっそり酒類を調達したり、部屋に女を連れ込んだりしている。趣味の悪い玩具で初対面の人や新人を驚かすことが好きで、度々カイラに呆れられている。
八木澤 宗次（やぎさわ そうじ）
声：佐倉徹 / 大林隆介 / 辻親八
情報管理係第一小隊の隊長。普段は昼行灯を装っているが素性はかなりの切れ者であり、時折に鋭い言動をみせる。現在は指揮を執っておりシュミクラムに乗ることはないが、過去には優れたシュミクラム使いだった。その操縦技術は極めて高く、劇中では透と擬似戦闘訓練を行った際には凄腕揃いの隊のメンバーから驚きの声があがり、バチェラとほぼ互角の戦闘を繰り広げたりしている。クーウォン曰く「素晴らしいコンボの使い手だった」。
権堂 厳（ごんどう げん）
声：竹本英史 / 成田剣 / 西村知道
治安維持局長官。自分の現在の地位に不満を持っている。不祥事を連発する彩音に、もみ消しの代償と称して関係を迫ったり、無抵抗のバチェラを襲おうとする卑劣漢。

### 飛刀（フェタオ）
ネット世界への接続、没入において必須といえる脳内チップに反感を抱くテロリスト「反チップ主義者同盟」の大きな勢力の一つ。
クーウォン
声：リッキー力 / 大塚明夫 / 藤原啓治
テロ組織「フェタオ」のリーダー。組織内での人望は厚く、信頼されている。普段はフェタオの司令塔として動いているが、作戦によっては自身もシュミクラム体で参加することもある。現実世界で武術を修練しているが、これはシュミクラムでの戦闘における訓練の一環でもある。リャンに武術を仕込んだのも彼。
リャン
声：桜木あおい / 能登麻美子 / 水樹奈々
テロ組織「フェタオ」のメンバーで主にサポートメイン。武術が得意なチャイナ服少女。明朗快活で素直な性格で、フェタオのアイドル的存在である。誰とでも気兼ねなく接しているがいつも卑猥な言動で執拗に迫ってくるゲンハに対し嫌悪感を抱いている。透の名前を中々覚えなかったり、少し前に頼まれた頼みごとを忘れたりと、物忘れが非常に激しい。
ゲンハ
声：鳥山朋一 / 千葉繁 / 高木渉
テロ組織「フェタオ」のサブリーダー。切れ上がった細い目に蛇のような長い舌、ひょろりとした体に着物をまとい髪型はアフロヘアーと、歌舞伎者を思わせる異様な風貌をした男。独自の思想や美学を持ち、殺戮と破壊、拷問や強姦を楽しむ狂人。シュミクラムの操縦技術は高く、「フェタオ」メンバーの中でも群を抜いている。どのルートにおいても透（プレイヤー）はゲンハと戦闘することになり、ルートによっては複数回闘うことになるので、登場人物中最も戦闘する回数が多い。常人離れした身体能力や、人を苦しめることでしか喜びを得ることができない人格には彼の出生に関係があった。

### その他
橘 玲佳（たちばな れいか）
声：阿藤魁弥 / 田中敦子 / 大原さやか
民間警備会社VSSの最高経営責任者にて社長という地位を持つ。外見は若く見える。本作において最も重要な鍵を握る人物。
バチェラ
声：鮎川守 / 桃井はるこ / 桑島法子
「ステッペンウルフ」と共に行動していた凄腕のハッカー。仲間であった「ステッペンウルフ」にすら姿を見せなかった謎の多い人物。正体はスラムに一人で暮らす小さな少女。子供っぽく生意気な言動が目立つが、野良猫達の面倒を見るなど、心優しい少女。ハッキング、シュミクラム技術共に超絶的なテクニックを持つが、これは彼女の出生に関係している。OVAでは性格や言葉遣いが少々荒々しくなっている。
水坂 憐（みずさか れん）
声：まきいづみ / 野川さくら / 下屋則子
ネット上に出現するといわれる電子体幽霊（ワイヤード・ゴースト）。純粋で無邪気な少女。憐ルートにおいて、あらゆるネットの法則を完全に無視した行動を起こすため、当初は桁外れの超絶ハッカーかとも思われていた。透を「お兄ちゃん」と呼んで慕う。

## PS2版の追加要素
- 声優陣を新規追加し、オリジナルキャスト共々選択可能
- PS2版だけの専用モード「ハイパーモード」
- 5分の制限内で競う「タイムアタック」
- PS2版オリジナルOP
- PS2版のみ、DC版の特典だったシュミクラムフィギュアと有料の応募者サービスだった武装セットとソフトを同梱したパックのシュミクラムパックがあった。

## 主題歌・音楽

### PC・DC版
オープニングテーマ 『Face of Fact』
作詞：KOTOKO
作曲：C.G mix
編曲：C.G mix・Fish Tone
歌：KOTOKO

### PS2版
オープニングテーマ 『Love.Exe』
作詞：桃井はるこ
作曲：桃井はるこ
編曲：齋藤真也
歌：桃井はるこ
エンディングテーマ 『光をさがして』
作詞：阿閉真琴
作曲：櫻井真一
編曲：櫻井真一
歌：Chico

## スタッフ
- シナリオ：卑影ムラサキ
- 原画：菊池政治
- 企画：戯画 TEAM BALDRHEAD
- 製作：戯画 TEAM BALDRHEAD

## OVA
OVA『BALDR FORCE EXE RESOLUTION』（バルドフォースエグゼレゾリューション）が2006年から2007年にかけて全4巻で発売された。

### スタッフ
- 原作：GIGA / Alchemist
- 監督：田中タカユキ
- キャラクターデザイン：山崎ヒデキ
- 小物設定：高倉武史、宮本崇
- 美術設定：浅沼信也
- 色彩設計：田中直人
- CGIプロデューサー：橋本トミサブロウ
- CGIテクニカルディレクター：八木橋浩史
- 音響監督：明田川仁
- 音楽：渡辺剛
- 音楽制作：ミュージックブレインズ
- プロデューサー：上田耕行、中山信宏、小林正樹、根岸悟、室谷陽平、斎藤正明
- アニメーション制作：サテライト
- 製作：B.E.R.Committee（ジェネオンエンタテインメント、トライネットエンタテインメント、日本出版販売、クレイ）

### 主題歌
オープニングテーマ 『Face of Fact-RESOLUTION Ver.-』
作詞：KOTOKO / 作曲：C.G mix / 編曲：C.G mix / 歌：KOTOKO
エンディングテーマ 『undelete』
作詞：川田まみ / 作曲：中沢伴行 / 編曲：中沢伴行・井内舞子 / 歌：川田まみ

### サブタイトル
| 話数 | サブタイトル         | 脚本                  | 絵コンテ                             | 演出                | 作画監督                     | 発売日         |
| ---- | -------------------- | --------------------- | ------------------------------------ | ------------------- | ---------------------------- | -------------- |
| 01   | ファーストコンタクト | 佐藤和治              | 田中タカユキ 安田賢司                | 田中タカユキ 松田清 | 山崎ヒデキ 関口雅浩 神戸洋行 | 2006年11月10日 |
| 02   | アゲイン             | 田中タカユキ 福岡康孝 | こでらかつゆき 田中タカユキ 赤根和樹 | 三浦和也            | 松本卓也                     | 2006年12月8日  |
| 03   | トゥルース           | 浅川美也              | 金澤洪充                             | 金澤洪充            | 井元一彰                     | 2007年2月9日   |
| 04   | リビルト             | 浅川美也              | 田中タカユキ 赤根和樹                | 田中タカユキ        | 山崎ヒデキ 松本卓也          | 2007年4月4日   |